# Fernsehturm Piątkowo
Der Fernsehturm Piątkowo ist ein 128 Meter hoher Stahlfachwerkturm und Sendeturm zur Verbreitung von UKW- und Fernsehprogrammen im Nordwesten von Posen bei 52° 27′ 32,8″ N, 16° 54′ 19,7″ O in Polen. Er wurde 1993 errichtet. In seiner unmittelbaren Nachbarschaft befindet sich ein 76 Meter hoher Stahlbetonturm, der 1955 errichtet wurde.

## Übertragene Programme
| Radio                                                                               | Radio      | Radio   | Radio |
| Programm                                                                            | Frequenz   | ERP     |       |
| ----------------------------------------------------------------------------------- | ---------- | ------- | ----- |
| PR1 Polskie Radio S.A.                                                              | 89,10 MHz  | 0,10 kW |       |
| EMAUS Archidiecezja Poznańska                                                       | 89,80 MHz  | 1 kW    |       |
| RMI FM Media Sp. z o.o.                                                             | 90,60 MHz  | 0,10 kW |       |
| TOK FM - Pierwsze Radio Informacyjne INFORADIO Sp. z o.o.                           | 97,70 MHz  | 0,10 kW |       |
| PR4 Polskie Radio S.A.                                                              | 100,20 MHz | 0,10 kW |       |
| Radiostacja "Radiostacja" Sp. z o.o.                                                | 101,60 MHz | 1 kW    |       |
| Radio ZET Radio ZET Sp. z o.o.                                                      | 104,70 MHz | 0,10 kW |       |
| Radio Merkury Polskie Radio - Regionalna Rozgłośnia w Poznaniu "Radio Merkury" S.A. | 102,70 MHz | 0,40 kW |       |

| Fernsehen    | Fernsehen  | Fernsehen | Fernsehen | Fernsehen |
| Programm     | Frequenz   | Kanal     | ERP       |           |
| ------------ | ---------- | --------- | --------- | --------- |
| TVN TVN S.A. | 679,25 MHz | 47        | 1 kW      |           |